# Liparis cordifolia
Liparis cordifolia är en orkidéart som beskrevs av Joseph Dalton Hooker. Liparis cordifolia ingår i släktet gulyxnen, och familjen orkidéer. Inga underarter finns listade i Catalogue of Life.